# Договор в Павии
Договор в Павии (нем. Hausvertrag von Pavia) — договор, разделивший владения дома Виттельсбахов на две ветви: Пфальцскую и Баварскую, был подписан в Павии 4 августа 1329 года между наследниками умершего в 1294 году герцога Баварского Людвига II.

## История
После смерти Людвига II власть в герцогстве Верхняя Бавария перешла к его старшему сыну Рудольфу I. В конфликте со своим дядей, королём Германии Альбрехтом I Габсбургом, Рудольф был вынужден уступить и сделать своим соправителем младшего брата Людвига, воспитывавшимся при Венском дворе.
У Рудольфа сложились сложные отношения с навязанным ему в качестве соправителя младшим братом, и в 1310 году братья договорились разделить герцогство: Рудольфу должен был отойти Мюнхен, а Людвигу — Ингольштадт. Однако активность Габсбургов в Нижней Баварии привела к тому, что в 1313 году братья отказались от раздела и договорились совместно противостоять экспансии Габсбургов. Тем не менее, на выборах короля Германии 1314 года Рудольф проголосовал не за своего брата, а за его оппонента — Фридриха Австрийского, в результате чего в Германии оказалось сразу два избранных короля, между которыми началась гражданская война. В 1317 году Рудольф потерял Пфальц, и было решено, что он откажется от правления до тех пор, пока не разрешится конфликт между Людвигом и Фридрихом. Однако он не дожил до этого момента, умерев в 1319 году.
Конфликт между двумя избранными королями закончился по настоянию папы и немецких князей 7 января 1326 года, когда между Людвигом IV и Фридрихом III в Ульме был заключён договор, по которому Фридрих III становился королём и правителем Германии, а Людвиг IV должен был короноваться императором Священной Римской империи в Италии.
В 1327 году Людвиг IV совершил поход в Италию, где во время своего пребывания, в Павии, и подписал договор. Согласно договору он передавал Рейнский Пфальц, включая баварский Верхний Пфальц, потомкам своего брата, герцога Рудольфа I: его младшим сыновьям Рудольфу II и Руперту I, а также внуку от старшего сына Адольфа, умершего к тому моменту, Руперту II. Сам Людвиг IV продолжал править в Верхней Баварии и унаследовал также в 1340 году, с согласия сословий, Нижнию Баварию после прекращения там нижнебаварской линии Виттельсбахов. Обе стороны лишились права отчуждения своих владений и наследования в женской линии и при исчезновением одной из ветвей оставшаяся ветвь будет наследовать их имущество. В то же время титул курфюрста должен был принадлежать обеим сторонам поочередно. Впрочем, последнее постановление было отменено Золотой буллой в 1356 году, представившей курфюрстское достоинство единолично Пфальцскому дому. Таким образом Рудольф I стал родоначальником старшей (Пфальцской) линия династии Виттельсбахов, которая вернулась к власти также и в Баварии в 1777 году после исчезновения младшей (Баварской) линии, потомков Людвига IV.